# 篠原得寿
篠原 得寿（しのはら ありひさ、宝暦7年（1757年） - 天保9年（1838年）8月）は、江戸時代後期の加賀藩士。人持組・篠原本家第7代当主。通称は弥助。石高は4000石。家紋は左三つ巴。菩提寺は曹洞宗桃雲寺で、戒名は聯命院殿天然得寿居士。
正室は、加賀八家・村井長穹の娘、芳樹院殿聯光智苗大姉。

## 生涯
父は第6代当主で加賀藩家老・世子御用主附の篠原保之。母は加賀八家・前田孝貞の次男、前田孝和の娘。寛政9年（1797年）7月、定火消役となる。病弱ではあったが、長生きした。天保9年（1838年）8月に死去。桃雲寺で葬儀が執り行われ、野田山墓地に葬られた。